# HD95608
HD95608 — хімічно пекулярна зоря спектрального класу A0, що має видиму зоряну величину в смузі V приблизно  4,4.
Вона  розташована на відстані близько 123,7 світлових років від Сонця.

## Фізичні характеристики
Зоря HD95608 обертається 
порівняно повільно 
навколо своєї осі. Проєкція її екваторіальної швидкості на промінь зору становить  Vsin(i)= 21км/сек.

## Магнітне поле
Спектр даної зорі вказує на наявність магнітного поля у її зоряній атмосфері.
Напруженість повздовжної компоненти поля оціненої з аналізу
становить    4,1±  41,6 Гаус.